# Ambrose Bierce
Ambrose Gwinnett Bierce (født 24. juni 1842, død 1913 eller 1914), amerikansk forfatter, der blev født Ohio som det 10. af 13 børn. 
Kom i lære som typograf, før han gik ind i Kentucky Military Institute i 1859. Bierce meldte sig til unionshæren, da borgerkrigen brød ud. Han steg hurtigt i graderne fra menig til løjtnant. I slaget ved Kenesaw Mountain fik Bierce et næsten dødeligt sår i hovedet, hvilket førte til hans udtræden af krigen. 
Hans første job indenfor journalistikken var som redaktør for San Francisco News-Letter, og han skrev til den ugentlige klumme Town Crier. Bierce giftede sig med Mary Ellen Day i 1871, og de fik 3 børn. Fra 1872-1874 var Bierce i England, hvor han skrev for Figaro, og hvor han publicerede sin første bog The Fiend's Delight (1873). Han vendte tilbage til San Francisco i 1875, hvor han arbejdede som redaktør ved forskellige blade. Bierce begyndte at skrive for San Francisco Examiner i 1887, mens han arbejdede på sine egne ting. Hans erfaringer fra krigen gav stof til hans første novellesamling Tales of Soldiers and Civilians (1891). Det følgende år skrev han sit første bind poesi Black Beetles in Amber (1892). I 1896 blev han sendt til Washington D.C. af San Francisco Examiner. Her blev han politisk reporter. Han blev måske bedst kendt for sine satiriske værker Fantastic Fables (1899) og senere hans berømmede The Devil's Dictionary (1906). I 1913 i en alder af 71 forsvandt Bierce ind i Mexico for at skrive om banditten Pancho Villa, som han beundrede meget. De nøjagtige omstændigheder ved hans død er stadig et mysterium.